# 4824 Stradonice
A 4824 Stradonice (ideiglenes jelöléssel 1986 WL1) a Naprendszer kisbolygóövében található aszteroida. Antonín Mrkos fedezte fel 1986. november 25-én.